# Zaclava occidentis
Zaclava occidentis är en tvåvingeart som först beskrevs av Roberts 1929.  Zaclava occidentis ingår i släktet Zaclava och familjen svävflugor. Inga underarter finns listade i Catalogue of Life.